# Krandon (Guntur)
Krandon is een bestuurslaag in het regentschap Demak van de provincie Midden-Java, Indonesië. Krandon telt 2069 inwoners (volkstelling 2010).